# Грачевка (приток Бузулука)
Грачевка — река в России, протекает в Оренбургской области. Устье реки находится в 92 км по левому берегу реки Бузулук. Длина реки составляет 35 км.

## Данные водного реестра
По данным государственного водного реестра России относится к Нижневолжскому бассейновому округу, водохозяйственный участок реки — Самара от Сорочинского гидроузла до водомерного поста у села Елшанка. Речной бассейн реки — Волга от верховий Куйбышевского вдхр. до впадения в Каспий.
Код объекта в государственном водном реестре — 11010001012112100007294.